# デビルメイクライ4
『デビルメイクライ4』（デビルメイクライフォー、DEVIL MAY CRY 4）は、カプコンが製作したPlayStation 3、Xbox 360用のアクションゲームである。2008年1月31日に発売。PC版も2008年7月24日に発売。
初回生産品にはネロとダンテのどちらかがレーベル面に印刷された映像特典DVDが付いた。その他プレミアム映像を収録したブルーレイディスクとソフトを同梱した特別生産限定商品「PLAYSTATION 3 “デビルメイクライ 4”プレミアムBDパック」47,800円（税込）を発売。また、HDMI搭載型のXbox 360に本ソフトを同梱した初回限定生産「Xbox 360 デビルメイクライ4 プレミアムパック」を37,800円（税込）で発売。

## 概要
デビルメイクライシリーズ第4作。主人公は前作のダンテから悪魔の右腕を持つ若き教団騎士「ネロ」に交代し、ダンテはストーリー後半からラストボス前まで操作可能。「デビルブリンガー」や「イクシード」など、新たなシステムを搭載したネロと、『デビルメイクライ3』をベースとしてミッション中いつでもスタイルを切り替えられる「リアルタイムスタイルチェンジ」と新たな武器を引っさげた従来の主人公ダンテ。この2人のプレイヤーキャラクターをそれぞれ固定のミッションで操作し物語を進めていく。
ハードの性能を生かした美麗なグラフィック、L'Arc〜en〜Cielのタイアップソング、さらにソフト同梱版の限定特典つきハードの発売などが功を奏したか、前作を上回る初週売上25万枚（PS3が21万、Xbox 360が4万枚）を記録した。全世界では前3作を上回る300万本を売り上げている。
作中のムービーはすべてリアルタイムレンダリング。今回は難易度の名称もEASY→HUMAN、NORMAL→DEVIL HUNTERのように、新規ユーザーへの配慮などの理由によりほぼ一新されている。
日米ではXbox 360/PS3で価格差はないが、欧州・豪州ではPS3版の方が日本円で1000円ほど度高く設定されている（日本でも後発のPC版が据置機版より1050円安く設定された）。
当初はPS3独占タイトルとして開発されていたが、マルチプラットフォームへ移行した経緯がある。
日本ゲーム大賞2008年度優秀賞受賞。シリーズ初のオンライン対応作品でもある｡
2014年12月16日にはPlayStation 4、Xbox One向けに『デビルメイクライ4 スペシャルエディション』（デビルメイクライフォー スペシャルエディション、DEVIL MAY CRY 4 Special Edition）を2015年夏に発売する予定と発表され、同時に日本語音声のティザートレイラーが公開。2015年6月18日にPS4及びXbox One向けに発売開始。PC版はダウンロード版のみの提供で2015年6月24日に発売開始。ただしPC版はWindows 10 1709以降は起動しない。ゲームバランスの調整や様々な追加要素が施されているが、『デビルメイクライ3 スペシャルエディション』におけるジェスターのような新しい敵は実装されていない。

## ゲームシステム

### スタイリッシュランク
今作ではランクごとに複数の挑発モーションがあり、スタイリッシュランク上昇に特化したもの、DTゲージ回復に特化したものなどがランダムに発動する。
- D...Deadly! / ダルいな
- C...Carnage! / やっちまえ!
- B...Brutal! / すごい!すばらしい!
- A...Atomic! / 強いぜ!
- S...Smokin'! / 熱いぜ!
- SS ...Smokin'Style!!/ 熱いスタイルだ!!
- SSS ...Smokin'SickStyle!!!/ 熱くてキレてるスタイルだ!!!

### デビルブリンガー
ネロ専用システム。攻撃用途以外にも様々なアクションを展開可能にする。
スナッチ
ネロのデビルブリンガーを用いた特殊アクション。右腕を使い、離れている敵を自分の近くに引き寄せることができる。これにより、継続的にコンボを続けることが可能。敵だけでなく、探索時に離れていたり通常移動で立ち入りにくい場所にあるアイテムを引き寄せることもできる。スナッチで敵にダメージは入らないが、オブジェクトを破壊することはできる。魔人状態では複数の敵を引き寄せられるなど能力が大幅上昇する。
バスター
ネロのデビルブリンガーを用いた特殊アクション。右腕で敵を掴み、投げつけることで、剣撃や銃撃よりも大きなダメージを与えられる。他の敵に向かって投げ飛ばすなど用途は広い。敵によっては掴んだ後に振り回し（攻撃判定あり）後に投げたり、連続して殴りつけるなど、バリエーションが豊富に用意されている。ボスや一部の雑魚キャラクター相手では通常は跳ね返されるが、特定の攻撃に対してカウンターで使用したり、怯んでいる隙に使用したりすると、専用モーションが入り、大ダメージを与えることができる。ボスにバスターが決まった場合、動作終了までネロは無敵になる。魔人状態ではバスターの演出が変化、より強力なダメージを与えられる。
ヘルバウンド
ネロのデビルブリンガーを用いた特殊アクション。特定の物体を掴み、高速で移動する。スナッチで引き寄せられない敵に対しても自動で発動する。
ホールド
ネロのデビルブリンガーを用いた特殊アクション。敵を右手で掴んだまま前方へぶら下げ盾とすることで、敵からの攻撃を無効化する。攻撃を受けた場合、掴んでいる敵の体力が減少し、体力が無くなると解除される。敵の種類や状態によって掴んでいられる時間に差がある。また、防げるのは正面からの攻撃のみである。ホールドしている間も、右腕を使わない行動なら同時に行うことが可能。魔人状態では種類にかかわらず敵がホールド状態から抜け出さず、時間の許す限りずっと掴んでいられる。

### イクシード
ネロ専用システム。バイクのアクセル状になっているレッドクイーンの柄を捻ることで機関部を燃焼させ、クラッチレバーを握ることで推進剤を放出し剣撃の攻撃力を高める。段階的にEXゲージが上昇していき、最大まで溜まるごとにストックゲージがひとつ、最大3つまで点灯し、ゲージを消費して攻撃の威力とスピードを上げる。累積するほど威力は増大し、噴き出す火炎も大きくなる。この際攻撃に炎属性がつき、一部の敵には与えるダメージがさらに大きくなる。単にボタンを押してイクシードを行なう時、柄を捻る動作によってネロに大きな隙が生じてしまう。下記の技を使えば隙を作らずにイクシードを行うことができる。
EXアクト
剣での攻撃直後にイクシードを発動させることで瞬時にストックゲージ1つを溜める。
MAXアクト
更にシビアなタイミングで一気に3つ溜める。成否判定はわずか1フレーム（1/60秒）。

### スタイル
前作から引き継がれている、ダンテ専用のシステム。単なる攻撃や回避以外の特殊行動を指す。基本的なシステムに変更は無いため、各スタイルの詳細は『DMC3』のスタイルの項を参照のこと。ここでは、前作からの変更点および追加要素を記述する。
リアルタイムスタイルチェンジ
前作ではスタイルの変更には時空神像を介する必要があり、戦闘中の変更は不可能であったが、今作では十字ボタンの上下左右にスタイルを割り振ることにより、リアルタイムでのスタイル変更が可能となった。そのため、より自由でスタイリッシュな戦闘を展開できるようになっている。代わりに前作に比べ個々のスタイルがやや弱体化しており、前作の完全な上位互換とは言い難い。
ダークスレイヤースタイル
前作ではダンテの兄バージル専用のスタイルであったが、今作ではダンテが使用する。ミッション18で閻魔刀を入手すると使用可能となり（二週目以降は常時使用可能）、現在使用中のスタイルと同じ方向ボタンを入力すると選択できる。
名前こそ同じだがバージルが使用していた移動用のスタイルではなくなっており、○ボタンのアクションは閻魔刀を用いた攻撃のスタイルになる（このため他の武器との併用が容易になっている）。
全体での細かな変更点
前作ではスタイルアクションを使い込むことによりスタイルのレベルが上がり使えるアクションが増える仕様だったが、今作ではレベルアップにはプラウドソウルを必要とする仕様に変更された。また、DT消費型スタイルは全て省かれた。

### コンセントレイション
今作のバージルに追加された新たな要素で、居合いの使い手であるバージルの「静」の動作を象徴するシステム。“集中ゲージ”と呼ばれる専用のゲージがあり、戦闘中の行動によって激しく増減する。敵の近くで歩く、敵の近くでの納刀、挑発、敵の攻撃を回避するなどの行動でゲージが増加する。逆に、ダメージを受ける、攻撃を空振りする、走り回るなどの行動でゲージは激しく減少する。ゲージの蓄積状態は三段階あり、段階が上がる毎にバージルの攻撃、威力が強化され、体に纏うオーラが大きくなっていく。ゲージがMAXの状態では『DmC』のバージルのドッペルゲンガーのように、残像がバージルの動作を追従するようになる。あくまで戦闘中に動作するシステムであるため、非戦闘時はゲージは増減しない。

### バーストアタック
レディ専用システム。他の登場人物とは違い生身の人間であるレディにはDTゲージはなく、代わりに手榴弾ゲージがある。使用すると、一度で全てのゲージを消費するかわりに、周囲の敵に対して、手榴弾による強力な全体攻撃を行う。

### デビルトリガー
通称DT。悪魔の力を開放することで“魔人化”する。この状態では全体的な能力が上がり、体力が徐々に回復する。技はより強力なものに変化し、その他様々な恩恵が得られる。発動にはデビルトリガーゲージ（通称DTゲージ）が最低3目盛り以上必要であり、使用中は常にゲージが減少していく。ゲージが空になれば自動的に解除され、通常状態に戻る。DTゲージは敵への攻撃や、敵を目前にした挑発、消費アイテム「デビルスター」などにより回復する。時空神像でパープルオーブを取得すればゲージの目盛りが増やせる。説明書にはダンテ専用と誤記されている。
ネロ
悪魔の右腕に吸収された閻魔刀の力を開放、ネロの背後に青白く光る魔人が出現し、出現した瞬間に前作のトリガーバーストのように周囲の敵を打ち上げるほどのダメージを与える。発動中はネロの周囲に青いオーラが発生し、近接攻撃時のみ魔人が出現する『1』のダンテのデビルトリガーに近い性能となっている。但し、ネロ自身の外見は変化せず、背後に出現する魔人がネロの攻撃の一瞬後に閻魔刀による追加攻撃を行う。デビルブリンガーの能力は大幅上昇。遠距離攻撃ボタンを押せば銃を撃つ状態以外でも魔人が「幻影刀」を発現させ敵に突き刺す。また魔人状態でしか放つことができない強力な技「マキシマムベット」「ショウダウン」もある。ダンテと異なりスーパーアーマー効果がないため、敵の攻撃を受けると怯むという欠点がある。当初はダンテ同様外見が魔人に変化する予定であり、設定画ではコートのフードを被ったネロが魔人化した姿となっている。「閻魔刀の鞘と同化した左腕」など、魔人バージルとの共通点が見られ、『3』のようにコートが翼に変形するデザインも存在する。後にダンテとの差別化が図られ、ネロ自身の姿は変化せず、先述の魔人の上半身のみが背後に出現する現在の形となった。小説版ではネロはこの魔人を「右腕の本来の持ち主」と称している。その一方で『4SE』のバージル編エンディングでは、フォルトゥナを去るバージルの影がこの魔人の姿となっており、現在もその正体は明言されていない。
ダンテ
魔力を開放することによりその姿を“魔人”に変化させる。一部の技が強力なものに変化し、銃攻撃は常にチャージショット状態となる（通常のチャージショットの効果が反映されない技や、チャージショットのないパンドラにも適用される）。敵の攻撃を受けても簡単には仰け反らないスーパーアーマー効果を発揮。パンドラの入力コマンド縮小。エアハイク、ダッシュとスカイスター（トリックスタースタイルの技）が2回発動可。当初は『2』にて登場した「真魔人」になることも企画され、実際にデザインもされたが採用されなかった。また、設定画では『3』のようにコートが翼に変形するデザインも存在したが、ゲーム中では実装されておらず、次回作『5』にて実現した。
バージル
こちらもダンテと同様に、魔力を解放することで魔人へと姿を変える。外見は金子一馬がデザインした『3』の姿と同じ。性質も『3』と同様に、使用している魔具に秘められた魔力を用いて魔人化しているため、閻魔刀使用時とベオウルフ使用時では、魔人の外見も変化する（フォースエッジは真の力が封印されているため、魔人化に用いることができない。そのため、魔人化には閻魔刀を用いている）。また、閻魔刀魔人はジャンプ中はコートが翼に変形するのも『3』と同様である。
常時スーパーアーマー状態になり、各魔具の一部の技が強化されるほか、幻影剣が一度に二本射出されるようになる。さらに、この状態でダメージを受けてもコンセントレイションゲージが減らなくなる。また、魔人化時にしか使用できない「次元斬・絶」をもつ。
トリッシュ
トリッシュは『2』と同様に外見は変化せず、デビルトリガー使用時は金色のオーラに包まれ、サングラスをかける。また、各攻撃に雷属性が追加され、複数の敵に電撃が伝達するようになる。銃撃も強化される。

### コスチュームチェンジ
過去のシリーズにも存在した要素で、『4SE』にて実装された。ゲーム中の主要キャラクターの外見を変更することができる。これらのコスチュームはデモムービー内にも反映される。魔力を消費せずに魔人化し続けるスーパーキャラクターは『4』の段階から存在しているが、合わせてこちらに記載する。『4SE』では一度スーパーキャラクターを選択した後に再度任意のコスチュームを選択し直すことで、好きなコスチュームのスーパーキャラクターを使用することができる。
ネロ
プロトタイプ
企画段階で没案になったネロのコスチュームデザイン。紫色のコートと首に巻いたマフラーが特徴。
EXコスチューム バージルカラー
ネロの服装の色を青、黄を基調とした物に変更したデザイン。本編で特定の条件を満たすことで開放される。
スーパーネロ
最高難易度DMDをクリア後に開放される。魔力ゲージを消費せずに魔人化し続けることが可能だが、体力回復効果は無くなっている。『4(PC版)』及び『4SE』では、攻撃動作に合わせ瞬時に全てのイクシードゲージを溜めるMAXアクトが常に発動する効果が追加された。この効果はMAXアクトのスキルを外す事で発動しなくさせる事も可能。
ダンテ
伝説の魔剣士
過去のシリーズにも幾度か登場した、伝説の魔剣士の姿になるコスチューム。このコスチュームではダンテの髪型がオールバックになり、左目にはモノクルをかける。デビルトリガーを使用すると魔人スパーダの姿に変化する。
EXコスチューム DmCカラー
ダンテの服装を『DmC』のダンテを基調とした色に変更する。髪、コートの色が黒、 シャツの色が白になる。本編で特定の条件を満たすことで開放される。
スーパーダンテ
難易度DMDクリア後に開放。『4(PC版)』『4SE』では、災厄ゲージ、ロイヤルゲージが常に満タンのままになるという効果が追加された。
バージル
伝説の魔剣士
ダンテ同様、服装が伝説の魔剣士の物に変化するが、こちらでは『3SE』に登場した物のように目が血走り、顔中に血管が浮き出た外見となっており、『DmC バージル・ダウンフォール』のバージルの外見も取り入れられている。デビルトリガーを引くと『3SE』ではネロ=アンジェロに変化していたが、今作では左腕に閻魔刀の鞘が一体化したスパーダの姿となる。
EXコスチューム ダンテカラー
『3SE』のバージルモードにおいてボスとして登場していた赤色カラーのバージルの姿となる。また、魔人バージルの外見やオーラも赤いカラーとなる。本編で特定の条件を満たすことで開放される。
スーパーバージル
難易度DMDクリア後に開放される。魔力ゲージが減らなくなる他、集中ゲージが常に最高のまま消費されなくなる。
レディ
DMC3コスチューム
初回限定版付属のDLコードで入手できるコスチューム。現在は有料DLCとなっている。外見が『3』のレディに変化する。
EXコスチューム トリッシュカラー
レディの髪が金髪に、服装が黒に変化する。本編で特定の条件を満たすことで開放される。
トリッシュ
グロリア
初回限定版付属のDLコードで入手できる。現在は有料DLCとなっている。本編に登場するグロリアの姿となる。
EXコスチューム レディカラー
トリッシュの髪が黒に、服装が白に変化する。また、赤いメガネをかけているが、これは開発スタッフが女教師をイメージしてデザインした為。本編で特定の条件を満たすことで開放される。

### ゲームモード
今作では全てのモードにおいてAUTOMATICを選べるようになった。
HUMAN
最も簡単なモード。成長要素以外は様々な点でプレイヤーが有利になるように設定されており、アクションが苦手な人向け。
DEVIL HUNTER
従来のNORMALに相当する、標準的な難易度。
SON OF SPARDA
従来のHARDに当たる、隠し高難度モード。序盤から強力な悪魔が登場する。
HEAVEN OR HELL
全ての敵を一発で倒せるが、自分自身もどのような攻撃を受けても（罠によるダメージを含む）一撃で死亡してしまうモード。
LEGENDARY DARK KNIGHT
Special Editionで追加されるまではPC版限定だったモード。雑魚悪魔がエリアを埋めすほど大量発生する。PCの画像処理能力によっては処理落ちが発生してしまうこともある。
DANTE MUST DIE
最高難易度の隠しモード。敵がデビルトリガーを発動するようになる。僅かな判断ミスが致命傷に繋がる。
HELL AND HELL
敵は通常通りの体力だが、自分のみどんな攻撃でも一発で死亡してしまう隠しモード。最初にゴールドオーブを3個所持した状態で始まる。
BLOODY PALACE
敵を全滅させながら進むという点では従来どおりだが、本作では1階ずつしか上れず、それぞれの階で敵の種類は固定。
時間制限があり、敵を倒した時のスタイリッシュランクや、ノーダメージなどでタイムボーナスが増減する。また、特定の階層ではBGMが主題歌の『DRINK IT DOWN』に変化する（コンシューマ機のみ）。

## プロローグ
とある大陸沿岸部に存在する街―城塞都市フォルトゥナ。
周囲の近代国家と距離を置くこの街には「魔剣教団」と呼ばれる信仰組織が存在する。彼らはかつて人間界を護るために戦ったとされる悪魔「スパーダ」を神として崇め、スパーダ以外の悪魔を排除することを第一の教義としており、「教団騎士」と呼ばれる独自の兵隊さえ所有している。そんなフォルトゥナに住む青年「ネロ」も悪魔を排除する使命を持つ教団騎士の一人であった。右腕が悪魔のそれであるという一点を除いては…。
教団の重要な祭事である「魔剣祭」―ネロにとって退屈な時間でしかなかったその日。フォルトゥナの民衆に説法をしていた教皇「サンクトゥス」が突如現れた赤いコートの男に射殺されてしまう。突然の出来事に混乱し逃げ惑う民衆、男の圧倒的な力の前に倒れていく教団騎士たち。ネロは応援が到着するまでの時間稼ぎをするため、一人男に立ち向かう。ネロの右腕による猛反撃を受け、さらに自身の剣で胸を串刺しにされるも、赤いコートの男は死ぬどころかネロの力を認める余裕を見せる。さらにネロが知らないことを知っているかのようなことを言いながら、その場から逃走する。
男の襲撃から間も無くネロは騎士団長「クレド」から、教皇を殺害した赤いコートの男の追跡を命じられる。だが命令を受けた矢先、フォルトゥナに悪魔の群れが出現。街は地獄と化す。ネロは行く手を阻む悪魔たちを蹴散らしながら男の痕跡を辿ってゆく。
あの男は何者なのか？何故街に悪魔が現れたのか？ネロは男を追い、フォルトゥナ中を駆け巡る。地獄門、謎の地下施設、男の名前「ダンテ」―やがてダンテ出現の理由と教団の真の目的がネロ自身を巻きこみつつ次第に明らかになってゆく。

## 登場人物
担当声優は英語音声 / 日本語音声の順に記載。当初は過去作同様に英語音声のみが収録されていたが、『4 Special Edition』では日本語音声も収録され、ゲーム内で切り替えが可能となった。
ネロ
声 - ジョニー・ヨング・ボッシュ / 石川界人
今作の主人公。教団騎士に所属する若き戦士。小説版によれば年齢は16または17歳。信仰にあまり熱心とは言えず、協調性に欠け単独行動を好むが、それは過去に起きたある事件が原因となっている。その事件とは熱心な信者であったキリエとクレドの両親が悪魔に惨殺された出来事であり、この頃からネロは「この世に神はいない、もしいるのならなぜキリエの両親を助けてくれなかったのか。」と考えるようになる。前述の不信心はこのためであり、熱心に神を崇める人々を冷めた目で見るようになる。厭世的で皮肉屋という一面もあり、組織としては扱い辛い性格が災いし、教団内では汚れ仕事を命じられることが多い。しかし戦闘センスは飛びぬけて高く、多くの者に一目置かれている存在である。騎士長のクレドを除き唯一専用の剣を持つことが許されていることからもその実力の程がうかがえる。
本編が始まる一ヶ月前の事件が原因で右腕が悪魔の腕に変質している。作中では左手で武器を扱うが小説版において腕が変質する以前の時期にブルーローズを加工中に右手で工具を扱っていた描写がある。また、設定画のデザインでは右腕は肩まで変質しているとされている。この悪魔の右腕は伸ばして敵を捕まえて投げる他、魔具を吸収して新たな力を獲得することもできる。強度も凄まじく、作中ではダンテ渾身の一突きを防ぎ、クレドの剣撃を弾き飛ばすなど防御にも使用している。この右腕のおかげで総合的な実力はダンテに劣るものの、ダンテをして「パワーだけなら俺より上かもしれない」と言わしめるほどの力を発揮できるようになった。
クレドからダンテ追跡を命じられるが、彼を追って辿り着いたフォルトゥナ城の地下で謎の研究施設を目にし、悪魔が各地に出現し始めた原因が教団にあると知る。真実を知るために教団本部を訪れるネロだったが、キリエを人質に取られて彼女を助けるために教団最奥部へ進むことを余儀なくされる。そしてそこでダンテに撃たれたはずの教皇と再会し、教皇の計画を知る。計画を止めるために教皇と戦い、あと一歩のところまで追い詰めるもキリエを盾に使われた一瞬の隙を突かれて敗北。閻魔刀を奪われ、キリエと共に神に取り込まれてしまった。その際キリエを守れなかった事に「涙」を流し、慟哭しながら神に取り込まれてしまう。その後、神の中で眠り続け原動力として利用されるも、神と向かい合ったダンテの呼び掛けで目を覚ます。閻魔刀を取り戻した後は神内部で教皇と2度目の対決を行い激闘の末に勝利、キリエを救出する事に成功する。ラストではダンテから閻魔刀を託され、破壊されたフォルトゥナでキリエに自身の想いを告白し、両思いとなる。
技名のほとんどがギャンブル用語から採られている。サンクトゥス戦ムービーで18禁規制の伏せ字になるような単語を言っている。
実はダンテの兄のバージルの息子であり、一部の技や台詞がバージルと似通っている。母親に関しては現在も判明していない。小説版ではネロが捨てられていた十数年前には娼婦の出入りが多かったこと、住民の誰かが私生児を産んだという噂がすぐに広まるようなフォルトゥナのような小さな街でさえそのような噂一つ無かった事から、母親は流れ者の娼婦なのではと幼少期から周囲に揶揄されていたことが明かされている。『4SE』のバージル編のオープニングにてネロの母親と思しき女性が僅かに登場しているが明言はされていない。少年時代には自分に親がいないことを受け入れられずに母親が娼婦であると揶揄されるたびに殴り掛かるなどしていたようだが、事件解決後の時点では親が誰であれ構わないと心に余裕を持つまでに至っている。
当初はフードを被らせるという案があったが採用されず、このフードを被った姿は後にデビルトリガー使用時に出現する魔人ネロのデザインに使用された。
小説版では事件後には右腕を隠すことをやめ、キリエと共に町の復興に勤しんでいる。また、崩壊した教団に代わり悪魔退治の仕事を開業しようとしていた所にダンテから『Devil May Cry』の看板が届けられる。
ダンテ
声 - ルーベン・ラングダン / 森川智之
前作までの主人公であり、幾度も世界の危機を救ってきた最強の悪魔狩人。伝説の魔剣士スパーダと人間との間に生まれた半人半魔の存在である故、常人離れした身体能力を有しており心臓を貫かれた程度では死なない。また魔人として活動することも可能であり、その力は既に父スパーダを凌駕しているとも言われる。本作では無精髭を生やしている他、これまでの作品よりもがっちりとした体格になっている。強敵と対面した時でも物怖じしない態度は健在で、ふざけた調子を崩さない言動にも今まで以上の余裕すら感じられる。自身の何十倍もの巨体を持つ敵を圧倒する戦闘能力は円熟と言って差し支えないレベルに達しており、幾度もの戦いをくぐり抜けた歴戦の強者として彼もまた父と同様に伝説となりつつある。
レディの依頼から教団の不穏な動きを知り、黒幕である教皇を殺害。その後、自分を追ってきたネロと幾多に渡り対決する。
小説版において魔剣教団内ではスパーダの息子であるダンテを神に祭り上げようとする声もあったようだが、彼があまりにも自堕落な生活を送っていたために却下されていたことが明かされている。ネロに対しては当初は他の教団騎士同様敵対する姿勢を取ったが、戦闘中に彼から感じた魔力や面影等からバージルの息子であると察して以降はあえて見守るような立場に徹している。また事件後、今回のレディの報酬で『Devil May Cry』のネオンサインの看板をネロの下へ送った。
キリエ
声 - ステファニー・シェー / 早見沙織
今作のヒロイン。純粋な人間の女性。名前の由来はミサ曲 ロ短調『kyrie』から。天涯孤独な身の上のネロとは姉弟、恋人が入り交じったような曖昧な関係を保っている。教団騎士団長クレドの妹でもあり、周囲には彼女を慕う者も多い。作中冒頭の大祭「魔剣祭」にて歌姫を務める。自分よりも他人を思いやる献身的な性格で、ネロはそうした彼女の優しさを美点とする一方で「優しさだけでは何も救えない」と危うさも感じており、ネロが力を求める理由の一つとなっている。ネロが強大な力を持ちながらも優しさを持ち、間違った道を辿らなかったのはキリエのような理解者に恵まれていたからである。
ダンテ襲撃の後、教団本部に避難するが、ネロと親しいことから「救済」のために人質にされてしまう。
クレド
声 - TJ・ロトロ / 小山力也
モーション・アクター - ダン・サウスワース
城塞都市フォルトゥナを悪魔から守る教団騎士の長。その剣の腕も騎士団トップに相応しいものである。厳粛公正な性格に裏打ちされた多くの部下を率いる統率力から彼を慕う者は多い。キリエの兄であり、同じくネロを家族同様に思っているものの、ネロの命令違反や突飛な行動には頭を悩ませている。
表面上は厳しく接しつつもネロの実力や能力を高く評価しており、はみ出し者ゆえに教団内でネロが不当に扱われている現状を嘆いている。今回のダンテ追跡任務もネロの昇進を上層部に打診する為の材料とする意図があった。高い身体能力、精神力が無ければ耐えられない『帰天』の儀式もネロならば耐えられると評価しており、ゆくゆくは教団の計画を打ち明けるつもりであった。
教皇の忠実な部下であり、教皇の命ならば家族同然のネロにさえも刃を向ける。アグナス同様”帰天”により悪魔の力を得ており、ネロと激闘を繰り広げる。しかし自分の妹であるキリエを人質に取られたことを知り、教皇に反発。キリエ救出のために教皇に立ち向かうも力適わず返り討ちにあい致命傷を負う。その場に居合わせたダンテに自らの意志を託し、消滅した。
グロリア
声 - ダニエル・バージオ / 田中敦子
魔剣教団幹部の中で唯一の女性。エキゾチックで妖艶な容貌を持つ。約一ヶ月前に突如として現れ、短期間で幹部に登り詰めたため、よからぬ裏事情があるのではないかと勘ぐる者も多い。
その正体はトリッシュが教団への潜入のために変身した姿。「救済」のために必要不可欠なある物を教団へ持ち込んだことにより幹部の地位を得た。
アグナス
声 - TJ・ストーム / 内田夕夜
魔剣教団における技術局の長。悪魔に対抗するための武器や技術の開発は彼に負う所が大きく、教団騎士たちの機械仕掛けの剣も彼の考案による。マッドサイエンティストであり、研究にかまけて教団の行事に顔を見せることも少なく教団内には彼のことを知らぬ者も多い。興奮すると吃音になる癖がある。
”帰天”と呼ばれる悪魔の力を人の身に宿すという研究と施術を開発し、自身も帰天により悪魔の力を得ている。教皇の進める「救済」のために上記の研究と、悪魔を召喚する「地獄門」の製造、武器と悪魔の配合による生物兵器の開発を行っている。また、本編から一年程前にフォルトゥナの浜辺で折れた閻魔刀とネロ・アンジェロの鎧の破片を入手していた。クレドのことを快く思っておらず、ダンテを追って現れたネロに自分の研究施設を見られてしまったこともあり、「救済」のためにクレドの妹であるキリエを利用することを思いつく。不信心者で口の悪いネロのことは「生意気なガキ」として嫌っているが、ダンテとは演劇のような息の合ったやり取りを繰り広げるなどコミカルな一面も見せており、小説版ではダンテの方も内心ではアグナスを気に入り敵であることを惜しんでいるような描写がある。
次回作である『デビルメイクライ5』でヒロイン兼ネロの相棒として登場するニコレッタ・ゴールドスタイン（通称ニコ）は彼の娘。
サンクトゥス
声 - リアム・オブライエン / 沢木郁也
魔剣教団の教皇。民衆から絶対的な信頼を集める指導者であり、歴代教皇の中で最も偉大な存在と言われている。かつては教団騎士の長だった経験があり、学問においても膨大な知識を有する。
今作における事件の全ての黒幕。裏で「救済」と称したある計画を進め、そのためにアグナスや他の教団騎士たちに命じて悪魔の召喚・研究を行わせており、自身もアグナスやクレド同様”帰天”により悪魔の力を得ている。突如登場したダンテに殺されるも”帰天”の力により復活。ダンテの身体に流れるスパーダの血を求め、彼を捕らえようとするがネロにもスパーダの血が流れていることを知り計画を変更。キリエを救出しようと現れたネロを捕らえ、「神」と称した巨大な悪魔の体内へ彼を取り込み、「神」の力によって「楽園」を築こうとする。ダンテが送り還した閻魔刀により「神」の体内で復活したネロと激闘を繰り広げるが、腹部を突き刺され敗れる。その後「神」と融合し、「偽神」として復活。ネロに襲い掛かるも「悪魔の右腕」で顔面を握り潰され完全に倒された。
小説版において前教皇ソレムニスを毒殺して現在の地位に登り詰めたことが明かされている他、教皇に即位した日の夜、フォルトゥナ城に忍び込んでいたバージルと出会っている。このため、後にスパーダの血族であることが判明したネロをバージルの息子ではないかと推測していた。
トリッシュ
声 - ダニエル・バージオ / 田中敦子
『DMC』のヒロインであり、現在はダンテの相棒として活躍する。嘗て魔王ムンドゥスにダンテの母エヴァを模して創造された純粋な悪魔であり、電撃を操る。レディがダンテに魔剣教団の話を持ちかけた際、勝手に魔剣スパーダを持ち出して教団に潜入する。結果として彼女がスパーダを持ち出したことが今回の事件をややこしくする原因となってしまった。物語終盤にはフォルトゥナの住民の避難に奔走する。なお作中に登場するギルガメス、パンドラ、ルシフェルの三つの魔具は作中以前にダンテが入手していたものであり、トリッシュがスパーダと共に持ち出し、後にアグナスが開発した地獄門の動力源として使用されたことが小説版にて判明している。
『4 Special Edition』ではプレイヤーキャラクターとして操作できる。魔剣スパーダと電気を帯びた格闘技との組み合わせをメインとした戦い方が特徴。
レディ
声 - カリ・ウォールグレン、ケイト・ヒッギンズ（4SE） /  折笠富美子
モーション・アクター - ローラ・ナポリ
『DMC3』のヒロインであり、純粋な人間でありながら悪魔狩人を営む女性。『3』での事件を経てダンテとは商売仲間兼友人的存在となっている。レディ（お嬢ちゃん）とは以前本名を名乗らぬ彼女に対しダンテがつけた呼び名であり、後に自ら名乗るようになる。やや金に汚いが、実際は悪魔狩りに掛かる多額の費用がその理由。自分では手に負えない仕事があるとダンテに依頼し、その際仲介料として莫大な金額を要求・徴収する。フォルトゥナの件に関しても例外ではなかったが、これは教団の活動により標的の悪魔が捕らえられ、稼業が妨害される結果となっていたことが発端である。
小説版では教団の暗部をいち早く察知・調査しており、また物語終盤には悪魔の襲撃を受けながらもフォルトゥナに駆けつけ、トリッシュと共に住民の避難誘導及び悪魔と戦闘を繰り広げるなど、ゲーム本編に比べ大幅に出番が増えている。作中ではビアンコアンジェロの一部隊やメフィスト、ファウストの大群と渡り合っている。
『4 Special Edition』ではプレイヤーキャラクターとして操作できる。他キャラクターよりも被ダメージが若干大きいが、三種の銃火器を持ち、それぞれの武器に合わせて有効な間合いを取りつつ戦う。
バージル
声 - ダン・サウスワース / 平田広明
小説版の回想及び『4 Special Edition』でのみ登場。ダンテの双子の兄。スパーダに関する伝説を追う過程で魔剣教団の噂に行き着き、伝説の真偽を確かめるべく本編の十数年前にフォルトゥナを訪れる。この時期にある女性との間に子供をもうけていた他、小説版ではフォルトゥナ城に忍び込んだ際にサンクトゥスと顔を合わせており、去り際に「貴様らの『神』か、それを超えた『神の子』か、いずれ選択を迫られるだろう」と言い残した。このセリフは『4SE』バージル編のエンディングムービーにおいても引用されている。
本編から一ヶ月前にネロが右腕を負傷した事件の後、ネロの夢の中にバージルと思わしき人物が現れている。冷たい目をしながらもどこか寂しげな男と評されており、ネロとは僅かに言葉を交わした。
『4SE』では操作キャラクターとして登場。装備、魔人デザイン共に『3SE』とは変わらないが、新たなアクション、システムが追加されている。

## 武器
| 名前                         | 能力 |
| 近接武器                     | 近接武器 |
| ---------------------------- | --- |
| レッドクイーン （Red Queen） | 通常の細身の刀身を分厚い曲刀に換装した大剣。柄の近くにあるバイクのアクセルのようなバーを捻ることで噴射剤が作動する。無理な強化をした推進剤噴射機構は、時折巨大な火炎を噴き、これが銘の由来となった。これは劇中では一部の攻撃に現れており、攻撃に炎属性が追加された強力な一撃を与える。一般剣士用のものはカリバーン、クレドなどが持つ士官用の剣はデュランダルという銘である。並の騎士ではこの剣は扱うことができず（キリエが運んできた際は両手で引きずるのがやっとだった）、人並外れた腕力と天性の勘を持つネロだからこそ自在に振り回すことができる。本作冒頭のチュートリアル時は一ヶ月前の故障によりまだ修理中であったため、ネロは倒れた教団騎士のカリバーンを使用していた。 |
| 閻魔刀 （Yamato）            | かつてバージルが使用していたが『DMC3』以降行方不明となっていた日本刀。折れた姿で魔剣教団が発見、「地獄門」を開く鍵として利用するために修復が急がれていた。アグナスの研究により、通常の魔具とは違う異質なものであるとされ、ネロに再生されるまでは修復すらできなかった。後にネロの腕に吸収されデビルトリガーが使用可能となる。DTを発動すると背後に魔人の姿が現れ、ネロの攻撃に追従する形で猛攻を仕掛ける。ショウダウン使用時のみネロ自らが振るう。小説版では神に吸収された際にレッドクィーンとブルーローズも共に消失してしまったため、サンクトゥスとの決戦は閻魔刀(及びデビルブリンガーも)を使用して臨んだ。また、ダンテとの戦闘の中で、バージル同様閻魔刀を右手首で回転させて銃弾を弾き落とす芸当を披露し、ダンテに懐かしがられていた。 |
| 遠距離武器                   | |
| ブルーローズ （Blue Rose）   | 既存の銃を自作改造した六連装大口径リボルバー。片手撃ちで一発の威力はやや高いが連射性能はエボニー＆アイボリーに比べて低い。近代兵器である「銃」は魔剣教団では卑しいものとされているため、教団内で銃を使用するのはネロだけである。バレルを無理矢理2つ備えさせてあり、既に原型は留めておらず元となった銃が何であるのかは判別不能。縦に並設されている2本のバレルから数十分の1秒という誤差で種類の異なる2発の弾丸を発射する。先の1発目で敵の体表を大きく傷つけ、同じ箇所に間髪を入れずに着弾する貫通力の高い2発目が敵体内に直接ダメージを与えるという設計思想に基づいており、硬い外装を持つ悪魔に対しても効果的にダメージを与えられる。レッドクイーン同様並の人間では扱うことができない。「あり得ないもの」の代名詞である「青いバラ」の名を持つのは、この銃が「あり得ない」構造のため。ネロ自ら命名し、銃身のレリーフもネロ自ら彫り上げたものである。右手の魔力を銃に込めることでより強力な溜め撃ちができる（要スキル取得）。最大3段階までチャージ可能。2段階目では敵を燃焼させて他の敵にも巻き込みダメージを与え、3段階目では敵に命中した後、時間差で敵が爆発による追加ダメージを受ける。チャージショットによる火炎は、一部の敵にだけ与ダメージが増加する。 |
| 幻影刀 (Summond swords)      | 魔人化状態でのみ使用可能な、魔力を具現化させた青色に光る刃。ネロの銃撃と同時に背後の魔人が放つ。バージルの持つ能力「幻影剣」のそれと名称や性能が酷似しているが、ブルーローズのチャージショットで複数の幻影刀を一度に発射できる以外に特殊な技は存在しない。 |

| 名前                                | 能力 |
| 近接武器                            | 近接武器 |
| ----------------------------------- | --- |
| リベリオン （Rebellion）            | 「反逆」を意味する銘を持つ長剣。ダンテの父スパーダの形見。前作DMC3のものとほぼ同性能。魔人化すると、突進して突きを放つ「スティンガー」がDTゲージを消費するようになる代わりに威力と突進・貫通力が大幅に強化される。 |
| 衝撃鋼ギルガメス （Gilgamesh）      | 生物と同化しその体の一部を鋼のごとく硬質化させる魔界金属。ダンテは手足を籠手と具足に変えて使用している。『1』のイフリートを基本に、『3』のベオウルフの技を合わせたような性能を持ち、『3』でバージルが使用していた技も一部に組み込まれている。攻撃時に強力な衝撃を放ち、また溜め攻撃でその威力を二段階まで蓄積して放つ（フル・スチーム）こともできる。溜めモーション時にはフェイスマスクが装着され、手首からは杭(パイル)が展開し、両足首の丸鋸が回転する。魔人化すると、DTゲージを消費するかわりに連続蹴り「キック13」の手数が大幅に増加。フィニッシュにバージルが使用していた日輪脚（二段蹴り上げ）が追加され、9連撃となる。小説版では一撃ごとに相手の体内に衝撃を蓄積させ、それを一気に解放させて相手を体内から爆散させる魔具として描写されており、作中ではエキドナを相手に使用。ギルガメスの各技で蓄積させた衝撃をエボニー&アイボリーの銃撃で解放、爆散させ撃破した。 |
| 無尽剣ルシフェル （Lucifer）        | 爆発する剣を無尽蔵に作り出せる、金属の翼を付けた髑髏の肩当て。敵に次々と突き刺したり宙に配置できる。時間経過で順番に爆発していくが、付属するバラを投げるアクション「エクスタシー」（投げたバラにも攻撃判定がある）で設置した剣を一気に起爆させることもできる。なお、スキル説明によればバラを投げる動作自体に深い意味はなく、ダンテがノリで行っている。魔人化すると、正面に複数の剣を配置する技「ピンナップ」がDTゲージを消費する代わりに出現させる剣の数が増加する。小説版では名のある上級悪魔だったらしく、気位が高く人に手を貸すようなことは無いとされていたが、ダンテに敗れて魔具となったという経緯が追加されている。技名は全て18禁系・性的なニュアンスの用語から採用されており、小説版下巻あとがきにて全ての技名の由来と用語解説がされている。 |
| 閻魔刀 （Yamato）                   | 地獄門の鍵として使用されていた閻魔刀をダンテが奪回したもの。地獄門を起動させる鍵であると同時に、地獄門を破壊するための剣でもあった。かつてスパーダは閻魔刀で地獄門を封じ込めたとされる。入手することで、ダークスレイヤースタイルの使用が可能になる。しかし、瞬間移動や疾走居合などバージルが使用していた一部の技は使用できず、次元斬も連発できない。3つの武器のように換装装備ではなく、スタイルチェンジと同時に装備される。よって他の武器との組み合わせで使用することができる。 |
| 遠距離武器                          | |
| エボニー&アイボリー （Ebony&Ivory） | とある高名なガンスミスがダンテの為に作成したパーツを用い、ダンテが自作したシリーズお馴染みの二丁拳銃。連射性に優れる初期装備。 |
| コヨーテ・A （Coyote-A）            | 最初から所持している対悪魔用に調整された中折れ式水平二連型散弾銃。マガジン式の給弾機構に改造されている。小説版では、以前暇を持て余していたダンテがガンショップでショットガンを購入し、それを戯れに対悪魔用に改良したという設定が追加されている。その様子を見て呆れたトリッシュが、インディアンの昔話に登場する気まぐれでいたずら者な「コヨーテ」に喩えたことからダンテがその名を付けた、気まぐれ中の気まぐれで生まれた銃。Aはエース（ace）と読む。 |
| 災厄兵器パンドラ （Pandora）        | スーツケースの形の魔界兵器。災いを封じたパンドラの箱のように、数多くの武器に変形し、破壊をまき散らす。所定のコマンド入力を行うことで形態が変化し、ガンスリンガースタイルでのみ使える形態では、災厄ゲージを溜めることで威力が増す。4では7つの変形バリエーションを持ち、原型無視の驚異的な変形を見せる。設定上では666の変形バリエーションがあり、各形態の名称もパンドラの箱から漏れた災厄に由来する。また、パンドラは所有者の記憶がその形に大きく影響するという裏設定があり、ダンテが使用する数々の変形バリエーションの外見には、ベオウルフやネヴァン、ケルベロスなど過去にダンテが戦ってきたボスをモチーフにしているところが見られる。ちなみに小説版ではパンドラを制作したのは、アニメ版ドラマＣＤにも名前が登場した魔界の名工「マキャヴェリ」だということが判明している。                                                                                               |

| 名前                          | 能力 |
| 近接武器                      | 近接武器 |
| ----------------------------- | --- |
| 閻魔刀 （Yamato）             | 父であるスパーダから受け継いだ日本刀。新たなコンボが追加されているほか、『DmC』のバージルのモーションを元に手直しされている技が多い。各攻撃後には納刀モーションがあり、敵の近くで完了させると集中ゲージが増加する。集中ゲージの量によって、技の威力や次元斬の範囲が大きくなる。魔人化すると、DTゲージを消費するかわりに疾走居合が大幅に強化され、隙が激減。技がヒットした敵全員に幻影剣を刺し、納刀と同時に爆破するモーションが追加される。この疾走居合は連続入力でき、敵に刺さる幻影剣の数もヒット数に比例して増加する。また、集中ゲージがMAXでなおかつ魔人化時のみに繰り出せる全体攻撃「次元斬・絶」がある。                                                                              |
| ベオウルフ （Beowulf）        | 『3』でバージルが入手、使用していた、光の力を秘めた籠手と具足。攻撃力が高く、ダンテのギルガメスよりも攻撃速度が速いが、攻撃範囲がさらに狭く隙が大きい。今作のバージルはベオウルフを入手する『3』以前の設定であるため、あくまでもゲーム中の演出である。『3』で使用していた技も含め、今作ではダンテと同様に溜め攻撃が行えるようになった。二段階まで溜められるが、集中ゲージがMAXの状態では三段階まで溜められるようになる。魔人化すると、月輪脚がDTゲージを消費するかわりに地上ではフィニッシュに日輪脚（二段蹴り上げ）が追加され、空中では一撃当たりの威力が下がるかわりに技の手数・持続時間が大幅に増加する。                                                                                |
| フォースエッジ （Force edge） | 真の力が封印された魔剣スパーダの仮の姿。閻魔刀と比較して一撃当たりのヒット数に優れ、敵の足止めに有効なスキルが多い。これも本来ならば今作の時点では魔界に封印されているため入手しておらず、あくまでゲーム中の演出である。閻魔刀との二刀流がメインであった『3』と比較して、フォースエッジ単体のコンボがメインとなっているが、二刀流の技は今回も存在する。ダンテと同名の技であってもそのほとんどに差別化がされており、性能がかなり異なっているものもある。また、ダンテよりもスティンガーの距離が短い代わりに、空中でもスティンガーが繰り出せる。集中ゲージの量に比例して技のヒット数が増加する。魔人化すると、ダンテと同様にスティンガーがDTゲージを消費し威力と突進・貫通力が大幅に増加する。 |
| 遠距離武器                    | |
| 幻影剣 （Summond swords）     | バージルの魔力で形成された剣。過去のものに比べ、威力がやや下がったかわりに連射速度が上がっている。前作では走りながら射出することが可能であったが、今作では他のキャラの銃撃時と同様に射出時は自動的に歩き状態となる。また、幻影剣の各技もそれぞれ個別に使用できるようになった（『3』では円陣幻影剣からの派生技であった）。ネロのヘルバウンドによる移動に相当するアクションとして、『DmC』のように幻影剣を突き刺した対象へエアトリックで移動を行う「グリムトリック」が存在する。 |

| 名前                       | 能力 |
| 近接武器                   | 近接武器 |
| -------------------------- | --- |
| バヨネット （Bayonet）     | カリーナ＝アンの先端に取り付けられているワイヤー付きの銃剣。ワイヤーショットにより離れた敵に突き刺し、打ち上げ、叩き付けを行うこともできる。レディの近接武器はこれのみであり、動作が大振りで隙が大きい。また、ネロのヘルバウンドによる移動に相当するアクションは、ワイヤーショットによる「グラップル」で行う。               |
| 遠距離武器                 | |
| ショットガン （Shot gun）  | 近距離で絶大な威力やふっ飛ばし力を持ち合わせる。チャージすると、ダンテのものと同様に一定時間威力と貫通力が強化される。外見は「コヨーテ･A」の流用となっている。 |
| ハンドガン （Hand gun）    | 中距離で真価を発揮する2丁拳銃。チャージ攻撃は三段階あり、その性質はそれぞれネロのブルーローズのものと同様である。ネロの物と比べてそれぞれの威力はやや落ちるが、チャージ速度はやや早い。 |
| カリーナ＝アン (Klina Ann) | レディの母親の名を冠したロケットランチャー。上記のバヨネットを含め、榴弾やマイクロミサイルなどの多彩な武装をもつ。遠距離で最も有効なダメージを与えられ、最大までチャージした榴弾の威力は絶大。また、生身の人間であるレディはエアハイクの代わりに、カリーナ＝アンを真下に発射し、その反動で二段ジャンプを行う(攻撃判定あり)。 |

| 名前                              | 能力 |
| 近接武器                          | 近接武器 |
| --------------------------------- | --- |
| ベアナックル (Bare knuckle)       | トリッシュの雷の力を利用した、強力な格闘技。スパーダと織り混ぜて使うことで真価を発揮する。ダンテやバージルの格闘モーションを元にしている技もある。 |
| 魔剣スパーダ （Spada）            | 『1』ではダンテが、『2』ではトリッシュが使用していた、伝説の魔剣士スパーダの名を冠した強力な魔剣。技に応じて様々な形態に変形する。敵の引き寄せや足止めに効果的な技が多く、鎌状に変形したスパーダをブーメランのように投げつける「ラウンドトリップ」とベアナックルの組み合わせで、敵の群れを一網打尽にする戦い方がトリッシュの基本的な戦法となる。ラウンドトリップ中のスパーダに攻撃がヒットすると持続時間が伸びる他、一部技の電撃を広範囲に伝達するなどの効果がある。 |
| 遠距離武器                        | |
| ルーチェ&オンブラ （Luce &Ombra） | 光と影を意味する、白と黒の二丁拳銃。エボニー&アイボリーと同じく連射性に優れるが、こちらの方が敵の防御（メフィスト系統の纏うガスや、アンジェロ系統の盾など）の剥がし効果や怯ませ効果が高い。かつてスパーダが使用していたとされる二丁拳銃と同名だが、双方の関連性は不明。 |
| 災厄兵器パンドラ （Pandora）      | スーツケースの形の魔界兵器。ダンテから「借りてきた」という設定。変形パターンは三種類のみだが、空中でも使用できるうえ、変形コマンドがそれぞれ簡略化されている。特に「リヴェンジ」は発射時間がダンテのものよりも長く強力だが、発射にはDTゲージを消費する。 |

## 悪魔

### 大悪魔
ベリアル声 - Larry Leong / 日本語音声 - 楠大典
魔界でも過酷な炎獄で育った巨大な悪魔。身に纏う灼熱の炎は鎧の役割を果たしており、手にした剣であらゆるものを破壊する。良くも悪くも人間をあまり意識していないようなところがあるが、武人気質を持ち合わせており、挑戦や挑発と思われる行為には敏感で非常に好戦的。かつてはスパーダに憧れを持っていた為に、魔界を裏切り人間側についたスパーダに失望、ダンテを「逆賊スパーダの息子」と呼び、同胞の仇を討たんとする。ネロとの遭遇時には神経を逆撫でされるような態度から逆上し襲いかかるも、ネロの予想外の力により敗北、力を蓄えるために魔界に一時撤退する。ダンテとの遭遇時には上述の経緯により、同胞の仇討ちに挑むものの力及ばずに敗北。既に一度退いた身として自らの身体を自爆、爆散させ、その勢いで頭部のみで食らいつく捨て身の攻撃を仕掛けるが、アイボリーの一撃で頭部を完全に粉砕され消滅してしまった。
小説版では地獄門からルシフェルを取り出して装備したダンテと対峙するが、ルシフェルとは面識があったらしく、ベリアルは魔具と化したルシフェルを見て驚愕し、改めて打倒ダンテを決意した。戦闘ではゲーム本編のルシフェル入手ムービーと同様の流れで体にルシフェルの剣を突き刺され、起爆された為に大ダメージを受け敗北。魂が屈服しかけてしまうが、己のプライドから立ち直りゲーム本編同様の自爆攻撃を敢行する。ダンテはこの攻撃を避けようとはせず、ベリアルはそのままダンテの体に食らいついたが、傷ひとつ付けられずに力尽き、消滅した。消滅の間際のダンテとの問答からスパーダが魔界を裏切った理由の一端を理解したかのような描写を見せた。
バエル/ダゴン声 - カイル・エベール / 日本語音声 - 廣田行生
氷を操る蛙のような悪魔。触角の先にルサルカという美女のような疑似餌がついており、それを使っておびき寄せた敵に喰らいつく奇襲攻撃を行う。それまで本体は自らが放った臭気に紛れて身を隠している。多くの兄弟が存在し、またしゃべる時に飛び散る液体は酷い悪臭を放っている。両者は住んでいる環境によって疑似餌や体の色が異なる。ただし、性質や弱点に違いは無い。口汚く、短気な性格。ルサルカはネロの時は青い体色で台詞があり、ダンテの時は赤い体色で声はあるものの台詞がない。
ネロはバエルとの遭遇時にルサルカに心踊らされる事なくデビルブリンガーによる連撃を浴びせ、勝利を納めた。この時、バエルを振り回していた際に掴んでいたルサルカが引きちぎられ、ネロの右腕に吸収された。なお、バエルは今作の魔界の三大ボスの中で唯一ネロの手によって完全に倒されている。その後、地獄門よりダゴンを始めとしたバエルの兄弟たちが飛び出そうとしたが、間一髪の所でネロによって追い返され、地獄門は閉じられた。
ストーリー後半では地獄門が再び開かれると同時にフォルトゥナ城内の各地を凍り付かせ、フォルトゥナの街への道を封鎖していた。ダゴンはダンテによって倒され、残りの兄弟たちも地獄門から取り出したパンドラによって、地獄門諸共殲滅されてしまった。
エキドナ声 - メアリー・エリザベス・マクグリン / 日本語音声 - 高乃麗
森に住み着く巨大な蛇のような外見をした悪魔。本体は口の中に有り、人間の女性のような姿である。蛇の頭部が花のようになり、舌は本体の髪に変化する。女体部分は胸元から背中まで大きく開いた服を着ているようでスタイルも良い。また、戦闘中にもかかわらずセクシーポーズや誘っているような挑発を行うほか、隙だらけの産卵を始めるなど隙が大きい。一人称は「わらわ」でかなりプライドが高い。種をばらまき他の悪魔に寄生させ、自らの勢力を繁栄させようとしている。
非常に傲慢な性格で、ネロとの戦闘時には自らが飛ばした種子を撃ち抜かれたことで激昂、襲いかかるが、敗北時にはただの人間に敗北したことを悔しがりながら魔界に逃げ帰った。撤退する際に自らの核の一つである「セフィロトの実」を落としていき、ネロにまた一つ新たな力を与えることとなった。
ゲーム後半では魔界化の進んだミティスの森の各エリアを分断しさらに自らの子供であるキメラシードをばら蒔いていたが、ダンテに翻弄された挙げ句にアイボリーの銃撃で止めを刺された。小説版ではネロにチャージショットをくらい炎に悶えているところをショウダウンで切り刻まれ悲痛な叫び声を上げながら逃げ出した。ダンテにはギルガメスのフル･スチームによるアッパーで吹っ飛ばされ、頭を押さえてふらついているところにキック13、リアルインパクトなどの大技で体内に衝撃を蓄積され、アイボリーによる銃撃によって衝撃が開放、爆散し死亡した。その時のダンテ曰く「黙っていれば美人」。
アンジェロクレド
クレドが「帰天」した「隻翼の魔剣士」。天使と猛禽類を掛け合わせたような姿をしている。左手と同化している「アイギスの盾」はあらゆる攻撃を通さぬ強度を持ち、高潔な精神を持つクレドの意思を反映したもの。バージルの幻影剣に似た剣「ジャヴェリン」や投げ槍「シュペアー」を操り正々堂々とした戦いを挑んでくる。
アイギスの盾は通常時は表面に魔力を帯びており、ほとんどの攻撃を無効化するが、ある程度ダメージを与えると魔力が剥がれ、完全に無防備な状態となる。撃破後もクレドは果敢にネロに勝負を挑むが、アイギスの盾の魔力をネロの右腕に吸収され（この際、アイギスの盾の表面に傷が付いていた）敗北、人間体に戻った。
アンジェロアグナス
アグナスが「帰天」した「隻眼の魔剣士」。昆虫のような姿をしている。歪めた空間は擬似魔界に通じており、そこから自身が作り出したグラディウスやカットラスなどの人工悪魔を召喚し攻撃する。召喚の際には若干の体力を消費してしまうが、相手の体力を奪う能力でそれを補っている。
小説版ではネロとの戦闘はカットされており、キリエが拐われる一連のイベントはクレド戦後に纏められている。ストーリー後半では閻魔刀の守護とダンテの足止めの為に歌劇場で対決する。悪魔召喚の能力でダンテを苦しめるが、あえて剣を収め丸腰の状態(ロイヤルガード)で挑んでくるダンテにプライドを刺激され逆上、ダンテの意図を読めずに攻撃を仕掛けるも、攻撃が通用しないことに冷静さを失った隙をつかれ、ロイヤルリリースを受けて大ダメージを負う。魔力吸収の能力で体力の回復を図るも、魔人化したダンテのスティンガーを受け敗北し、人間体に戻った。
サンクトゥス
「帰天」し、人外の力を得た教皇。バリアを纏い、炎や強力な落雷で攻撃する。帰天した者の中では唯一姿はほとんど変わらず、外見は教皇そのものであるが、強大な魔力を引き換えに得ている。最終戦では、魔剣スパーダと共鳴した「魔皇サンクトゥス」となり、角や翼が生えた禍々しい風貌になっている。戦闘時の技も強化され、上記の技に加え、魔剣スパーダを振るう他、こちらの攻撃を防御してくる。体力が少なくなると、スティンガーを連発してくるようになる。
神
魔剣教団が造りだした最大にして最強の人造悪魔。外見は巨大な石像で神と見紛うような美しい造形だが、内部は数万という悪魔の肉と魂で出来ている。並みの悪魔なら一瞬で消し去るほどの絶大な力を備えている。その大きさと力故にスパーダの血と、魔剣スパーダの2つが揃って初めて起動・制御することが可能。ただ片方のみでも腕を振り回すなど体の一部を制御することはできる。
偽神
最終ミッションのイベントに登場。倒されたサンクトゥスが神と融合したことで、破壊衝動の赴くままに暴走するだけの存在となった。顔面がサンクトゥスのものへと変化している。倒すには攻撃をバスターによってタイミング良く弾き返す必要がある。

### 通常悪魔
スケアクロウ
魔界の甲虫の群れが麻袋に入り込んだ低級悪魔。腕か足の一方が鎌になっており、それを用いて攻撃する。最近になって多数出現しているようで、市街地にも集団で現れる。小説版によるとフォルトゥナの土地柄、自然発生もありうるらしいが、既に麻袋を纏った状態で森などから一度に2、3体が出現する程度だったという。
名称は英語で案山子を意味する。
メガスケアクロウ
大型のスケアクロウ。両手がそれぞれ複数の鎌で構成される他、背中にも大きな刃を備える。よく見ると顔の向きが逆さまであり、刃が付いている方は実は腹側である。全身を丸め、回転攻撃を仕掛けてくる。
フロスト
かつてムンドゥスにより産み出された魔界の尖兵の一種で、氷を操る悪魔。初代『デビルメイクライ』から再登場した敵で、モーションや外見が一部改修されている。
右腕の氷塊や生み出す氷は現実の氷に似た透明な質感を表現させる予定であったが、当時のハードの限界から断念され白一色となった。『4SE』ではハードの進化に伴い、当初の予定通りに透明な氷が実現されている。
アサルト
ムンドゥスが生み出した魔界の尖兵の一種であり『初代』『2』に登場したブレイドの生き残り。独自に繁殖し進化を遂げた強化個体で風を操れるようになった強襲型魔兵。左手に備える円盾や兜などの共通点を持ち、さらに腕を花弁状に変形させ暴風を発生・飛び道具を発射するなどの能力を持つ。必ず3体以上の群れで襲ってくる。
小説版でまだ変質する前のネロの右腕を負傷させた悪魔であり、この事件がきっかけで魔剣教団に英語で“アサルト（強襲）”と命名された。
ブリッツ
ムンドゥスが生み出した魔界の尖兵の一種が独自に進化を遂げた個体で、雷を操る悪魔。視覚を持たない為、敵味方問わずに無差別に襲いかかる。全身に電気を纏わせている間は近接攻撃を行うと感電して逆にダメージを受けてしまう。
開発スタッフによれば、ムンドゥスの尖兵の強さの序列はブレイド＜フロスト＜アサルト＜ブリッツとなっている。
メフィスト
ガス状のマントを纏った死神のような風貌の悪魔。指先の伸縮自在の爪で攻撃する。壁や地面などの地形をすり抜けて浮遊移動する。実は普段の姿は上下が反転しており、マントを剥がしきるとサソリのような虫の体と髑髏の頭部を持つ貧弱な正体を表し、地面に落下する。この状態になると防御力が低下し、一転してプレイヤーから逃げ回るのみになる。一定時間が経過すると再びマントを身に纏う。名前の由来はゲーテの戯曲「ファウスト」に登場する悪魔メフィストフェレス。
ファウスト
メフィストの上位種の悪魔。黒いマントと纏い、白髪を蓄えた頭に帽子を被っている。メフィスト同様に地形をすり抜けて浮遊移動し、両手の指先の爪で攻撃する。また、自身の指と同様の伸縮性を備えた針を複数召喚し、相手の周囲に様々なフォーメーションを組んで配置、攻撃する。こちらもガスを剥がすと貧弱な正体を表し、白髭を蓄えた髑髏の頭部を持つ虫のような姿となって逃げ回る。名前の由来はゲーテの戯曲「ファウスト」の登場人物であるファウスト博士。
キメラシード
ミティスの森に出現したエキドナが森にばら蒔いた種子から誕生した悪魔。二本足の樹木のような姿をしている。攻撃は突進のみで、耐久力も低いが、周囲に他の悪魔が存在するとそちらに飛びかかって寄生し、「キメラ」へと変化する。
フォルト
頭頂部に花弁状の口を持つ人間の生首のような悪魔。一定のエリアの地中に潜み、プレイヤーの足元から現れ、丸飲みにする。ダメージを受けることは無いが、飲み込まれると複数の敵が待ち受ける異空間に飛ばされる。異空間脱出後はエリアの入り口に戻される。
グラディウス
アグナスが爬虫類と魔力を有した剣とを交配させて生み出した人造悪魔。一定時間上空を飛び回り、剣に変形して突進してくる。ネロであればバスターを行うことでグラディウスを掴み、投げ飛ばす事が可能。『4SE』では、バスターを使わずとも、近接攻撃を当てる事で大きく吹き飛ばせるようになった。
グラディウスに限らず、魔剣教団陣営の敵はプレイヤーだけでなく魔界から出現した悪魔とも敵対しており、戦闘中に攻撃対象をそちらに移す事もある。
カットラス
アグナスが魚類と魔力を有した剣を交配させて生み出した人造悪魔。頭部に巨大な曲刀状の刃を持つ。地面を水中のように泳ぎ回り、地上に飛び出して切りつけてくる。攻撃を加えることで地上に引き上げることができ、その間は無防備な状態になる。
バジリスク
アグナスが猟犬と魔力を有した銃を交配させて生み出した人造悪魔。燃え盛る頭部を銃弾として発射する。失われた頭部はすぐに再生させることが可能である。バスターを行うことで、頭部を相手に向けて発射する事ができる。
ビアンコアンジェロ
声 - 杉村憲司(4SE)
かつて魔界に存在した「黒い天使」と呼ばれた悪魔の鎧の破片からアグナスが生み出した白い鎧騎士の悪魔。右手に長槍、左手に盾を装備している。盾を翼に変形、背中に装備することで飛行が可能。フォルトゥナ城地下の秘密研究所に鎧の大規模な生産工場が存在する。鎧は捕らえた無数の悪魔や人間の魂を用いて動かしており、鎧の中は空洞である。動作は非常に機械的で言葉を発することもない。名前はイタリア語で「白い天使」を意味する。
アルトアンジェロ
声 - 杉村憲司(4SE)
帰天し悪魔化した教団騎士が金色の鎧を身に纏ったビアンコアンジェロの上位版。右手にイクシードシステムを備えた剣を持つ。こちらは中身が空ではない為動作が人間的で、スーパーアーマーを持つ強敵。従えるビアンコアンジェロに指示を下して様々なフォーメーションを組ませ、連携攻撃を繰り出す。
イベントシーンでは剣の一振りでアサルト二体を両断する圧倒的な戦闘力を見せる他、サンクトゥスが遠隔操作で操る特別な個体が存在している。
のちに続編の『デビルメイクライ5』にて、武装が似通った「スクードアンジェロ」が登場するが、こちらは「黒い天使」と同じく魔界の名工・マキャベリの手によるもの。

## 設定

### 地理
城塞都市フォルトゥナ
とある大陸沿岸部に存在する今作の舞台。近代化はされているものの、元来閉鎖的、排他的な気質を持ち、住民の服装や建物の意匠は中世のような様式となっている。土着の宗教として、かつて魔界に反旗を翻した悪魔スパーダを神として崇める『魔剣教』が信仰されている。
かつて魔帝の人間界侵攻の際に入口となった地獄門が存在するためか、現在でも度々悪魔が出現し被害をもたらしている。その為、ネロのように幼少期から親がおらず孤児院で育つ者も少なくない。
フェルムの丘
霊峰ラーミナへと続く道が存在する丘で、小説版によればかつて鉄の採掘場であったとされる。過剰な土地開発を好まないフォルトゥナの気質から、現在も坑道などがそのままの姿で残されている。作中ではアグナスが開発した小地獄門が設置されており、ベリアルとの決戦の場となる。
我刀院
小説版にのみ登場する施設。フォルトゥナの街中に存在する。かつては魔剣教団の本部であったが、十数年前、サンクトゥスが教皇に即位した頃に新たな教団本部がミティスの森のはずれに建造された為、現在は教団騎士の詰所として利用されている。
歌劇場
フォルトゥナの街中に存在する歌劇場。巨大な聖堂内にはやや神々しく美化されたスパーダの石像がそびえている。物語冒頭では魔剣祭が執り行われ、説法の最中に教皇が衆人環視の中でダンテに殺害された。また、歌劇場の地下には地獄門を開くための方陣が隠されている。十数年前にバージルがフォルトゥナを訪れた際にはまだ竣工中であった。
霊峰ラーミナ
フォルトゥナに聳える霊峰。フェルムの丘から坑道を抜けると到達する。標高が高く、山頂付近では季節を問わず雪が見られる。作中では悪魔バエルの影響で真冬のような猛吹雪となっており、ほぼ全域が雪に覆われている。
フォルトゥナ城
ラーミナ山中に建造されている城。かつてスパーダが領主として住んでいたとされ、現在は観光地となっている。城内中庭の武闘場には小地獄門が設置されており、ここから沸きだしたバエルやダゴンらの影響で周囲に吹雪が発生していた。また、地下にはアグナスの秘密研究施設が存在し、折れた閻魔刀が保管されている他、ビアンコアンジェロ等の人造悪魔の工場が存在する。衛兵墓地の近くに城主私室が存在し、魔剣教団の教皇は即位したその日はこの部屋で一夜を過ごすという慣習がある。17年前、サンクトゥスは教皇に即位した日にこの部屋でバージルと出会っている。
小説版では、本編で語られなかったさらに多くの設定が明かされている。作中では歌劇場からフォルトゥナ城に潜入したダンテとグロリアに扮したトリッシュが蔵書室で密会しており、グロリアがネロと初対面したのはその帰り道であった。また、ダンテはしばらく城内を散策していたが、実際にスパーダがこの城に住んでいたかに関しては眉唾物と判断していた。
ミティスの森
フォルトゥナからやや離れた位置に存在する森。作中ではフォルトゥナ城から仕掛けを作動させ、裏道を通るルートを取っていたが、サブメニューのマップや小説版の描写から、フォルトゥナの街からでも到達することができる。普段は常緑針葉樹が生い茂る落ち着いた森であるが、最深部に設置された小地獄門やエキドナの影響で魔界の植物が生い茂る亜熱帯のジャングルのような様相を示していた。さらに魔界の侵食が進んだ後半では各エリアが分断され、侵入者を迷わせる迷いの森と化していた。かつて魔剣教団に使われていた旧修練場があり、その先には現在の魔剣教団本部が存在する。
本編の1か月ほど前から悪魔が出没するようになっており、小説版では孤児院の子供たちとミティスの森に出掛けていたキリエが悪魔に襲われ、それを助けに向かったネロが右腕を負傷することとなった。
魔剣教団本部
本編の十数年前に新設された現在の教団本部。アグナスが統括する技術局が隣接している。冒頭での悪魔の大量発生の際には住民たちの避難所となった。最深部では、教団が推し進める『救済』の要である神が建造されている。神の起動と同時に用済みとなり爆破された。

### 用語
魔剣教団
かつて魔界に反旗を翻し、人間の為に戦った悪魔スパーダを神とし、それ以外の悪魔を排することを教義とした宗教団体。悪魔が頻繁に出現するフォルトゥナの土地柄、住民の大半は教団に入信している。『スパーダを信じる者は救われる』という教義の都合上、悪魔による殺傷事件のように教団にとって都合の悪い事実を隠蔽するなど、暗部も抱えている。
教団騎士
フォルトゥナの住民を悪魔から守るために魔剣教団が擁する騎士団。白と赤を基調とした中世風の装束を身に纏う。現在の団長はクレドで、かつてはサンクトゥスも団長を務めていた。『スパーダは一振りの剣を用いて魔界を封じた』という伝説に基づき、銃火器のような近代兵器は卑しいものとされ、主な武装は剣や槍のような刀剣類となっている。これらの武装にはアグナスが考案したイクシードシステムが使用されており、一騎士でも並みの悪魔とも充分に戦えるだけの戦力を持つ。魔剣教団の威信を守るために、悪魔に憑依された人間を内々に殺害し隠蔽するなどの汚れ仕事も多く、ネロは基本的にこのような仕事を押し付けられている。サンクトゥスが教皇に即位して以降、『救済』の実現のために悪魔の研究や人造悪魔の作成、人体実験などの非人道的な行為を行うようになり、これらの実態は幹部や上官クラス、サンクトゥスに忠実な者などの一部の構成員にしか伝えられていない。
帰天
アグナスが確立した、悪魔の力を人間の体に降ろし、自分の物とする技術。成功した者は超常的な力を手に入れ、デビルトリガーのようにその身を悪魔の姿に変えることができる。『救済』に関わる教団騎士はこの姿を天使と自称している。失敗すると理性を失った中途半端な悪魔となってしまい、教団騎士によって悪魔として処理される。作中ではストーリー冒頭でダンテに返り討ちにされた教団騎士のうち、少なくとも一名が悪魔化しているのが確認できる(兜で顔を覆って隠していた)ほか、サンクトゥス他教団の幹部たちが『帰天』により力を得ており、アルトアンジェロも『帰天』した教団騎士が鎧を纏った姿だとされる。小説版では『帰天』に失敗した実験体のうちの一体が脱走し、クレドとキリエの両親を殺害していたことが明かされている。
救済
サンクトゥスが推し進める計画で魔剣教団の最終目的。地獄門を開き、魔界から悪魔を呼び出して人間界を地獄に変え、それを『神』とサンクトゥスら『天使』が退治することで神スパーダの威光を世に知らしめ、魔剣教団が人間界を統治する理想郷を創造するというものであり、ダンテは「狂った出来レース」と称していた。この目的のために『神』の完成と閻魔刀の修復が必須となっていた。
地獄門
フォルトゥナの街の中心部に存在する巨大な石板で現在は聖碑として残されている。かつて魔界と人間界が常に繋がっていた部分であったが、スパーダが『人と魔を分かつ剣』を用いて分断し、その入り口を閉じたとされている。スパーダが魔界を封じながらも地獄門を破壊しなかったことに関しては、魔界への望郷の念を捨てきれなかったからではないかとトリッシュは同じ悪魔の身として心中を推察している。
小地獄門
オリジナルの地獄門をモデルにアグナスが開発した地獄門。オリジナルよりもサイズは小さいものの、ほぼ変わらない性能を持つ。当初は安定した出力を得られず各地から様々な魔具を収集していたが、作中より約一か月前にグロリアが魔剣スパーダと共に持ち込んだ三つの魔具を動力として用いることで安定した。それ以降、フォルトゥナでは出現する悪魔が増加し始めただけでなく、以前には現れなかったアサルトのような上級悪魔も出現するようになった。根元部分の台座に動力となった魔具が収められており、触れることで門を閉じることができる。稼働しているのは作中に登場した三つであるが、小説版のアグナスの発言から、小地獄門は他にも複数が製作されていた模様。

## 主なスタッフ
- プロデューサー：小林裕幸
- ディレクター：伊津野英昭
- キャラクターデザイン：吉川達哉
- シナリオ：森橋ビンゴ
- 音楽：柴田徹也
- 演出：下村勇二、鈴村正樹

## 主題歌
- 『DRINK IT DOWN』 歌：L'Arc〜en〜Ciel

## 小説
『デビルメイクライ4 Deadly Fortune』（発売日：2009年4月1日、ISBN：9784044192228）
『デビルメイクライ4 Deadly Fortune 2』（発売日：2009年7月1日、ISBN：9784044192235）
原作：カプコン、著：森橋ビンゴ、イラスト：THORES柴本、ストーリー協力：安井健太郎
ゲーム本編のストーリーでは表現し切れなかったキャラクターたちの性格や生い立ちなどが補完される形で描写されている。上下巻での刊行。

## 関連情報
- 2007年3月20日、フルハイビジョン（1080p）画質の「プロモーションムービーA, B」がPLAYSTATION Storeにて配信された[注 14]。
- 2007年6月22日、フルハイビジョン（1080p）画質の「プロモーションムービーC」がPLAYSTATION Storeにて配信された。
- 2007年9月19日、PS3用「壁紙・全7種」がPLAYSTATION Storeにて配信された。
- 2007年10月18日、「2007 TGS TRAILER SHORT VER.」がPLAYSTATION Store、Xbox Liveにて配信された。
- 2007年11月8日、「2007 TGS TRAILER LONG VER.」がPLAYSTATION Store、Xbox Liveにて配信された。
- 2008年1月24日、PS3/Xbox 360版体験版配信開始。
- 2008年6月5日、PC版体験版（ベンチマーク機能付き）配布開始。
- 2008年7月24日、PC版発売。
- 2015年6月18日、「4 Special Edition」のPlayStation 4及びXbox One向け発売開始。
- 2015年6月24日、「4 Special Edition」のPC向けダウンロード発売開始。